# The Little Grey Mouse
The Little Grey Mouse er en amerikansk stumfilm fra 1920 af James P. Hogan.

## Medvirkende
- Louise Lovely som Beverly Arnold
- Sam De Grasse som John Cumberland
- Rosemary Theby som Hedda Kossiter
- Philo McCullough som Stephen Grey
- Clarence Wilson som Henry Lealor
- Gerard Alexander som Mrs. Lealor
- Willis Marks
- Thomas Jefferson